# Таџикистан на Зимским олимпијским играма 2006.
Таџикистан је други пут учествован на  Зимским олимпијским играма 2006., у Торину учествовао је са једним скијашем који се такмичио у три дисциплине алпског скијања. 
Таџикистан није освојио ниједну медаљу, па је остао у групи земаља које нису освајале медаље на Зимским олимпијским играма
Заставу Таџикистана на свечаној церемонији отварања Олимпијских игара 2006. носио је једини такмичар Андреј Дрјугин.

## Мушкарци
| Такмичар        | Дисциплина      | Резултати              | Резултати              | Резултати              | Резултати              | Резултати    | Детаљи         |
| Такмичар        | Дисциплина      | 1. трка                | 2. трка                | Укупно                 | Заостатак              | Пласман/учес | Детаљи         |
| --------------- | --------------- | ---------------------- | ---------------------- | ---------------------- | ---------------------- | ------------ | -------------- |
| Алексеј Дрјугин | Спуст           |                        |                        | 1:59,41                | +10,61                 | 51 /53 (55)  |                |
| Алексеј Дрјугин | Велеслалом      | Није завршио прву трку | Није завршио прву трку | Није завршио прву трку | Није завршио прву трку |              |                |
| Алексеј Дрјугин | Супервелеслалом |                        |                        | 1:37,85                | +7.20                  | 51 / 56 (63) | [ мртва веза ] |